# Mitromorpha olivoidea
Mitromorpha olivoidea is een slakkensoort uit de familie van de Mitromorphidae. De wetenschappelijke naam van de soort is voor het eerst geldig gepubliceerd in 1835 door Cantraine.